# The Highest Bid
The Highest Bid er en amerikansk stumfilm fra 1916 af Jack Prescott og William Russell.

## Medvirkende
- William Russell som Oliver Strong.
- Charlotte Burton som Elsie Burleigh.
- Marie Van Tassell.